# Polydesmiola
Polydesmiola là một chi bướm đêm thuộc họ Erebidae.

## Loài
- Polydesmiola meekii Lucas, 1894
- Polydesmiola niepelti Strand, 1916